# Acontia urania
Acontia urania är en fjärilsart som beskrevs av Frivaldsky 1835. Acontia urania ingår i släktet Acontia och familjen nattflyn. Inga underarter finns listade i Catalogue of Life.